# Остров (телесериал, Греция)
О́стров (греч. Το νήσι) — греческий сериал, снятый по роману Виктории Хислоп «Остров».

## Сюжет
Действие сериала разворачивает на острове Крит в период перед Второй мировой войной, во время войны, и два десятилетия после войны. Главные герои сериала — жители прибрежной деревушки Плака, и также обитатели острова Спиналонга — в то время колонии для прокаженных. Повествование в сериале идёт от имени одной из жителей Плаки — Фотини, к которой после ссоры с матерью, из Лондона прилетает Алексис, чтобы узнать тайну своей матери Софии.
Сериал состоит из 26 серий, по 60 минут каждая.

## Международная трансляция
| Страна               | Телеканал           | Примечания               |
| -------------------- | ------------------- | ------------------------ |
| Албания              | AS TV               | Премьера 12 декабря 2012 |
| Босния и Герцеговина | TV1                 | Премьера 15 октября 2011 |
| Хорватия             | RTL Televizija      | Премьера 1 января 2012   |
| Кипр                 | Mega Channel Cyprus | Премьера 11 октября 2010 |
| Германия             | ZDFneo              | Премьера в декабре 2011  |
| Сербия               | RTV Pink            | премьера 27 февраля 2012 |
| Турция               | ATV                 | Премьера в декабре 2011  |
| Венгрия              | Duna TV             | Премьера 6 июля 2014     |
| Румыния              |                     |                          |
| Финляндия            | YLE Teema           | Премьера 10 декабря 2013 |

## Саундтрек
- «Ise Esi O Anthropos Mou» — Андриана Бабали,
- «Mavri Petalouda» — Яннис Харулис

## См.также
- Кинематограф Греции